# Basavanagar, Sindgi
Basavanagar là một làng thuộc tehsil Sindgi, huyện Bijapur, bang Karnataka, Ấn Độ.